# スペインの宗教
| スペインの宗教                                                     | スペインの宗教 | スペインの宗教 | スペインの宗教 | スペインの宗教 |
| ------------------------------------------------------------------ | -------------- | -------------- | -------------- | -------------- |
|                                                                    |                |                |                |                |
| カトリック                                                         | カトリック     |                | 70.1%          | 70.1%          |
| 無宗教                                                             | 無宗教         |                | 25%            | 25%            |
| 無回答                                                             | 無回答         |                | 2.2%           | 2.2%           |
| その他                                                             | その他         |                | 2.7%           | 2.7%           |
| 「社会学調査センター」による2011年のスペインでの所属宗教の調査結果 |                |                |                |                |

スペインの宗教に関する調査では、ローマ・カトリック教会がスペイン国内で圧倒的に最大規模のキリスト教の教派となっている。2011年8月に行われた社会学調査センター調査によると、約70.1%のスペイン人がカトリック教徒であると申告し、2.7%が他の宗教であると、そして約25%が無宗教であると解答している。殆どのスペイン人は定期的には儀式に参加しない。同じ調査では宗教的であると解答したスペイン人の56%が年間で数回しかミサに参列しないと答え、9%が一カ月に数回は参列していると答え、16%が日曜日には毎回参列するか一週間につき数回参列するという結果が出ている。スペイン人の大多数がカトリック教徒であるが、大抵の人々、特に若い世代は結婚前の性交渉や性的指向、避妊に関して教会の保守的な道徳の教理を無視している。小教区に配置されている司祭の全体の人数は1975年には24,300人いたが2005年には19,307人に減少した。修道女も同様に2000年から2005年にかけて6.9%減少し54,160人になった。

## 姿勢

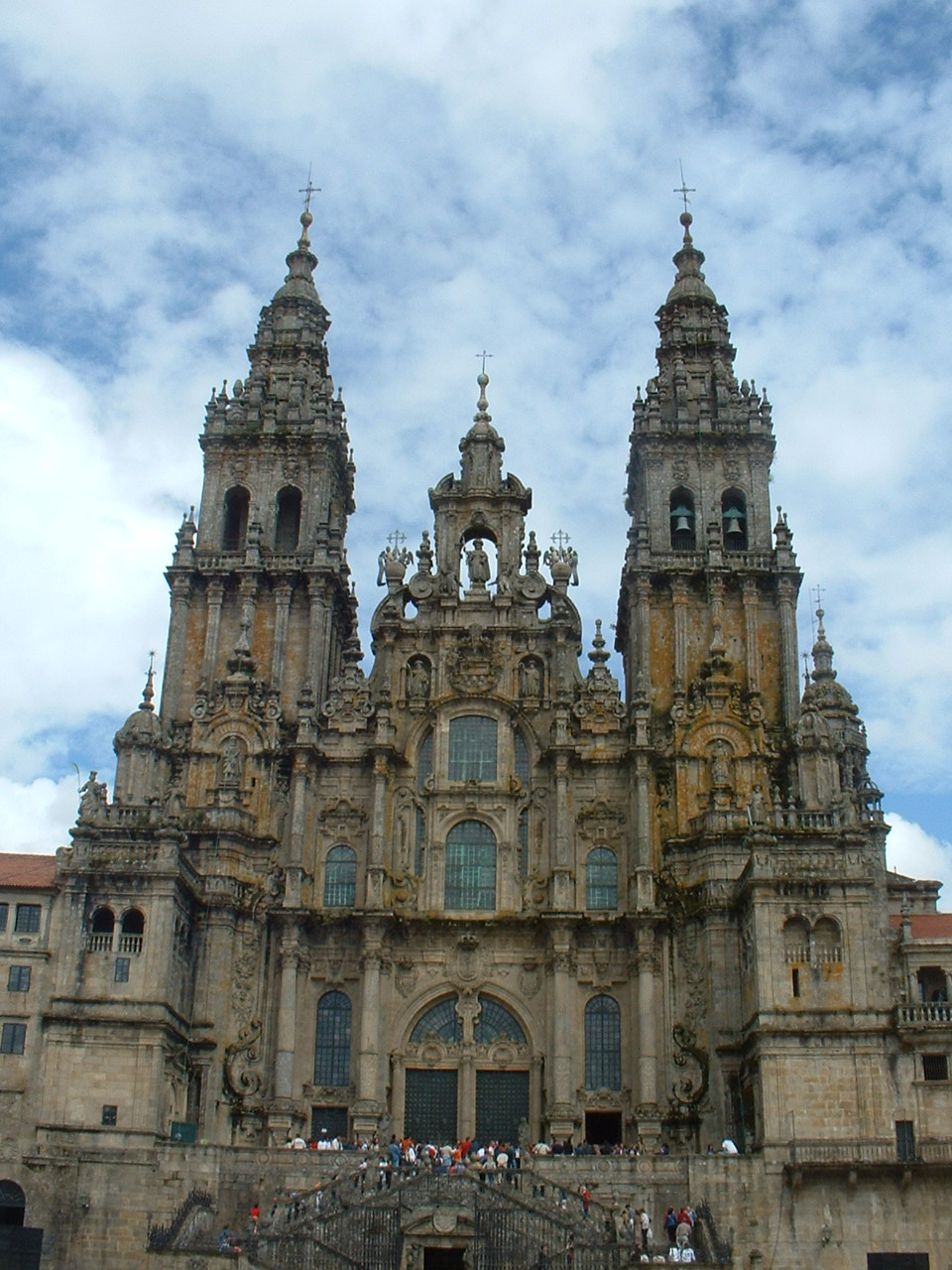
サンティアゴ・デ・コンポステーラ大聖堂

2005年に行われた最近のユーロバロメーターの調査結果によると、
- 59%のスペイン人が「神が存在することを信じている」と解答した。
- 21%が「一種の精神的存在や生命の躍動を信じる」と解答した。
- 19%が「神、もしくは生命の躍動など、如何なる精神的存在を信じない」と解答した。

ローマ･カトリック教会が今でもスペインで最大の宗教となっている間に、ほとんどのスペイン人、特に若者はカトリックの道徳的、政治的、性的な教えを無視し、ミサにも定期的に参列しない。西ヨーロッパでの世俗化の流れに従って、不可知論や無神論が社会での存在感を高めている。文化戦争が宗教よりも遥かに政治に関わっており、創造論のような宗教に関係する典型的な問題に対する大衆の関心の欠如がそうした対立から彼らを遠ざけている。カトリック教会やその他の教派によるリバイバル運動の努力は、彼らの以前の勢力範囲の外に対して顕著な成功を成し遂げられなかった。2008年のユーロバロメーター69によると、ヨーロッパ全体では平均7%という結果が出たが、わずか3%のみのスペイン人が宗教を最重要な価値だと考えているという更に少ない結果が出た。
現代スペインの世俗的性質を示す証拠は、スペインでの同性結婚が合法化されたことに対する幅広い支持にも見いだせる。2004年の社会学調査センターの調査によると70%以上のスペイン人が同性結婚を支持していた。実際に2005年6月には、法案は賛成187反対147で可決され、スペインはEUで同性愛者の結婚を認めた三番目の国家となった。この投票はスペイン社会労働党やその他の左派政党とこの法案に反対した国民党との対立と共に、社会民主主義と保守主義との分裂を示した。司法手続きを簡素化するための離婚法に関する提案された変更や、非合法政党を排除する法案は、同様に高い支持を集めている。

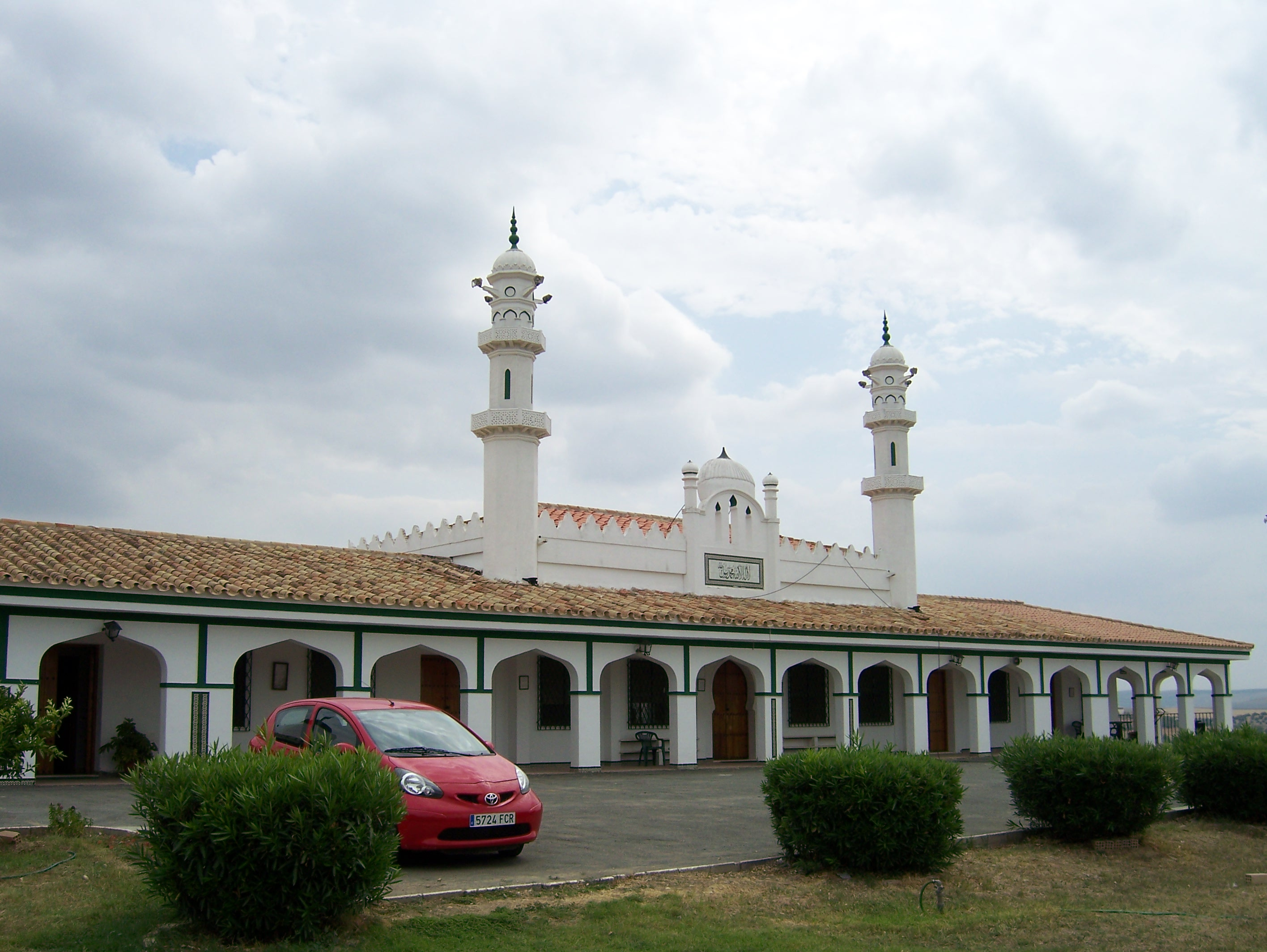
アフマディーヤイスラム教共同体のペドロ・アバドにあるバシャラト・モスク。

近年の移民の波が押し寄せ、特に1990年代やその後に、イスラム教徒が増加し、約100万人が暮らしている。今日では、イスラム教はスペインでローマ･カトリックに次いで第二の宗教となっており、全人口の約2.5%がイスラム教徒である。ヒンドゥー教徒とシク教徒は0.3%未満しかいない。スペインでの他の宗教は、仏教、バハイ教の共同体が在る。ユダヤ人は全人口の1%未満しかおらず、バルセロナ、マドリードやムルシアで暮らしている。プロテスタント教徒も同様に移民によって人数が引き上げられたが、生粋のスペイン人の間でも小規模ではあるが一定の力を残している。カトリックが根強いスペインは、福音派のプロテスタント教徒によって「外国の宣教団にとっての墓地」と看做されてきた。プロテスタントの教会には約120万人の信徒がいる。
移民の波が押し寄せるのに伴って、ラテンアメリカからの大人数の移民――その大半は熱心なカトリック教徒である――が、生粋のスペイン人の間で1960年代に行われていたが1980年代には失われていた、カトリック教会の日曜定期ミサに出席してその一部を回復することを助けた。
この数十年の間、政治的な領域へのカトリック教会の関与、特に右派の国民党所属の重要な政治家を通じて、オプス・デイ、新求道共同体運動、あるいはキリスト軍団といった特別な組織を通じて再び増加して来た。ラジオ局コーペといった新旧のメディアは教会の所有となっているので、政治に対するこの新しい関与に貢献した。教会は最早政治的に中立的で独立した組織だとは見られておらず、一般的に国民党の方針や政策に連携している。その結果、この影響は世論の重要な所から（特に左派の有権者の多数から）教会や国家によって経済的に養われているというやり方に対する新たな批評を生み出した。

## 歴史

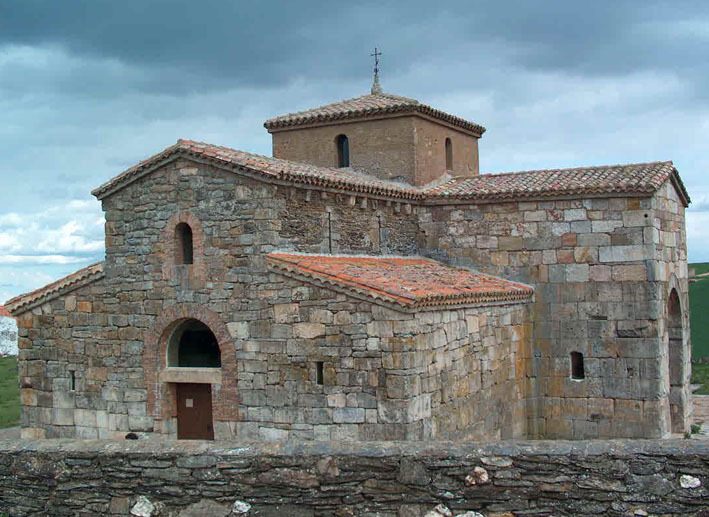
7世紀に立てられた西ゴート族のサン・ペドロ・デ・ラ・ナベ教会。

スペインは、カトリシズムとイスラム教との間だけではなく、同様にユダヤ教（更に小規模のプロテスタント）との間でも発生した宗教的闘争から生まれて来て国民国家になったと見られている。イベリア半島の殆どはローマ帝国の領土だった時に最初にキリスト教化した。ローマ帝国が衰退すると、ゲルマン人がかつてローマ帝国の領土だった地域の大半を侵略した。その後スペインは360年頃にアリウス派に改宗していた西ゴート族によって410年に征服された。西ゴート王国がトレドを首都として建国され、彼らの王国はレオヴィギルドの時代に絶頂期を迎えた。西ゴート族の支配はスペインにアリウス派の信条を広めるのを促したが、先住民は頑強にカトリック教徒であり続けた。587年に、トレドにいた西ゴート族のレカレド1世王がカトリックに改宗し、教義を統一するための行動を開始した。546年のレリダ公会議では、聖職者を拘束してローマの祝福の下に彼らに法の力を広げることが定められた。
711年までにはターリク・イブン＝ズィヤードに率いられたアラブ人の上陸部隊がジブラルタル海峡を渡ってイベリア半島に入り、グアダレーテ河畔の戦いで西ゴート王ロデリックを打ち負かした。ターリクの司令官ムーサー・イブン・ヌサイルはかなりの人数の援軍を上陸させ、718年までにはイスラム教徒はイベリア半島の殆どを支配し、1492年まで続くイスラム教の支配を確立した。半島の住民の大多数はキリスト教徒のままだったが、この時期にイスラム教徒は劇的に増加した。『ズィンミー』という立場に置かれている間に、キリスト教徒とユダヤ人はより高い税金を支払わなければならず、彼らはイスラム教徒よりも強い立場に立つことが禁止された。1055年より前のイスラム教徒支配の時代は、一般的にユダヤ人にとって『黄金時代』と受け止められ、スペインでユダヤ教の学問や精神生活が繁栄していたと考えられている。キリスト教徒がキリスト教の支配下に置かれたのはイベリア半島北部の周辺のみだった。ここにサンティアゴ・デ・コンポステーラの中心的巡礼地が作られた。
中世(Spain in the Middle Ages)の頃には、スペインはイスラム教徒の支配地域を取り戻すゆっくりとした動きを見せた。1147年にムワッヒド朝がアンダルシアのイスラム教徒の領域を征服した後、彼らはそれまでの寛容な態度を改め激しくキリスト教徒を扱った。死、改宗、あるいは追放のどれかを選ぶことになり、多くのユダヤ人とキリスト教徒はムワッヒド朝の支配下から逃げることを選んだ。キリスト教はムーア人に対して立ち上がって彼らを追い出そうとした人々を団結させるのを助ける、文化的かつ宗教的な統合力を提供した。キリスト教とカトリック教会はイベリア半島に対するヨーロッパ支配の再建を形作るのを助けた。
レコンキスタの後、キリスト教徒のスペイン人はムスリムを追放するために戦っていたが、イスラム教徒やユダヤ人に対する異端審問がイベリア半島の宗教的統一を成し遂げるために国王フェルナンドや女王イザベルによって実行された。その後の数世紀は、スペインは自らをカトリック教会と教義上の純粋さの砦として見ており、ヨーロッパではプロテスタント勢力と戦い、アジアやアメリカでは異教を排除しようとした。スペインは新世界やフィリピンにカトリシズムを持ち込んだが、スペインの国王は教皇による「内政干渉」からの独立を要求し、国王の領域にいた司教達はスペインの王冠を通じてでなければ教皇に報告することが禁止された。しかし18世紀には、スペインの支配者達は教皇権から更に距離を置き、1767年にはイエズス会を彼らの帝国から追放した。異端審問は1830年代に入って漸く廃止されたが、その後でさえ信教の自由は理論上では認められたが実践されなかった。
マドリードが聖職者の給与を支払うことと『永代所有財産解放令』によって教会の財産を没収する代わりにローマ・カトリック教会に補助金を支給するという内容の政教条約にスペイン政府と聖座が調印した時、カトリシズムは1851年に国教になった。スペイン第二共和政の世俗的な憲法がスペインでの教会の覇権を脅かす反教権的な数々の法案を課した際に、この法案は1931年に放棄され、その5年後のフランシスコ・フランコによる武装蜂起に対する教会の支持を焚き付けた。その後に続く内戦では、共和国派の地域で約7千人の聖職者が共産主義者と無政府主義者によって殺害された（スペイン内戦の殉教者）。

### フランコ政権下
フランコ体制の到来は教会の権利の回復をもたらした。フランコ政権の間に、ローマ・カトリックは合法的な唯一の宗教だった。他の教派の礼拝は宣伝することができなかった。カトリック教会だけが本を出版することが認められた。政府は教会を支援するために聖職者の給与を支払うだけでなく、戦争で傷んだ教会建築物の修復費用も支援し続けた。法律は妊娠人工中絶や避妊具を販売することと同様に、離婚や市役所での結婚式を非合法化する法案が可決された。同性愛やその他の性的な寛大さも同様に禁止された。公立学校でさえも、カトリックを教えることが義務化された。フランコは小教区の司祭にまで格下げする拒否権と同様にスペインで聖職者に関する人事権を取り戻してこれを確立した。1953年にはバチカンとの密接な協力体制が1953年のコンコルダートによって形成され、このコンコルダートによって教会は様々な特権を得た。全てのカトリック教徒の結婚式を教会で行うことを義務付けられ、納税義務を免除され、新しいビルを建設する際には助成金が支給され、教会が不愉快だと感じた内容を検閲し、大学を建てる権利を与えられ、ラジオ局を運営し、新聞や雑誌を発行し、教会の特権への警察の捜査から守り、兵役義務を免除された。
1965年の第2バチカン公会議の宣言が信教の自由を認めると、スペインでは他の宗教にも権利が与えられた。1960年代後半には、バチカンは臨時、もしくは代理の司教を任命しスペインの教会を改革しようと試みて、それによって同国の聖職者に対するフランコによる支配を回避しようとした。多くの若い司祭が外国の影響下に置かれ、労働司祭になって反体制運動の扇動に参加した。彼らの多くは左派政治家として人生を終え、何人かは司祭の囚人のために作られた政教条約刑務所に収監された。1966年には、フランコ体制は他の宗教に対する以前の規制を撤廃する法律を可決したが、この法律は同様にカトリック教会の特権を再確認した。1953年のコンコルダートを改正する如何なる試みは、フランコの徹底的な抵抗に直面した。

### 王政復古
しかし、1976年に国王フアン・カルロス1世が一方的に司教任命権を廃止し、その年の後にマドリードとバチカンは司教任命権を教会に戻す新しい協定に調印し、教会は財政的に教会と国家を段階的に分離することを定めたコンコルダートの改正に同意した。宗教的な目的のために使われない教会の財産は、その後は課税対象となり、長年にわたって国家の助成金への教会の依存は徐々に減らされることになった。しかし、その縮小は計画通りに進まず、教会は1987年（その年だけで1億1千万ドル）まで公的な助成金を受け取り続けた。
スペイン人に信教の自由を認め、カトリック教会を国教としての指定を解除する作業を始めるには、新しい憲法が必要だった。新憲法を起草した人々は国家による教会への支援に関する論争に対処しようとしたが、彼らは完全に成功した訳ではなかった。新憲法の最初の起草は教会にさえ言及せず、後から思い付いたように教会の指導力からの激しい圧力の後に起草が含まれた。第16条は公式宗教としてローマ・カトリックを廃止してカトリック教徒でない人々のための信教の自由が国家によって保護された権利であると定め、これによってカトリック以外の宗教に対する非寛容さに取って代わった。しかし、この条文は更に「公的当局はスペイン社会の宗教的な信条を考慮して、カトリック教会とその他の教派と協調関係を維持する」としている。それに加えて、第27条は私立や教会に支援された学校のために継続的な政府の補助金を支払い続けると約束したことによって、こちらでも論争が巻き起こった。これらの学校は階級に基付いて分離、不平等な学校制度を作り恒久化したという理由で、スペインの社会主義者によって鋭く批判された。しかしながらこの憲法には、スペイン人の大多数がカトリックであることや国家はカトリシズムの教えを考慮すべしという確認を含まれていない。この憲法はスペインが「非宗教的な」国家であると宣言しているが、フランスやメキシコのような『ライシテ』国家ではないとしている。
政府によるカトリック教会に対する財政支援は難しく継続中の問題であった。教会は、国家そのものが当時に果たせなかった不可欠な機能を、何万もの司祭や修道女によって社会、健康、教育行政を、国家が補助金と引き換えに行っていたと議論した。それにもかかわらず、改訂された政教条約は納税者が直接教会に回される彼らの税金の特定の部分を示すことができる仕組みを作ることで、教会に直接の国庫補助に取って代わると思われた。1985年まで、納税者はカトリック教会への寄付のために最高10%を彼らの課税所得から差し引いても良いとされた。部分的にはカトリック以外の教派による抗議活動や、時にはカトリック教会からさえも抗議活動が起きたので、税法は2007年に所得税の0.52%を教会に与え、それを政府の福祉と文化予算のどちらに割り当てるかを納税者が選べるように改正された。三年間に、スペイン政府は教会に徐々に減らされていた補助金を支給し続けたが、その後は教会は自らの収入だけで運営しなければならなくなった。しかし政府は補助金を継続するとしており、カトリックの学校に補助金を支給する仕組みは1987年には教職員の給与だけで総額300万ドルにも達し、それはスペイン教育科学省によって支払われた。

### 民主化後のスペイン
スペイン民主化移行期の始まりの頃に、スペインには約3900万人の人口がいたが、カトリック教徒でない人々は30万人以上はいなかったと思われる。25万人はその他のキリスト教派に所属しており、この中にはエホバの証人、末日聖徒イエス・キリスト教会に所属する人々も含まれていた。スペインでのユダヤ人の人数は約1万3千人だと見積もられた(en:History of the Jews in Spain)。19人か20人に1人のスペイン人はカトリックの洗礼を受けて、彼らの60%はミサに参加し、約30%は定期的にミサに参加し、大都市ではこの割合が約20%に落ちる。1979年には、既婚者の約97%がカトリックに従って行動していると答えた。教会による1982年の報告では、前年に生まれた全ての子供達の82%が教会で洗礼を受けたという。
それにもかかわらず、社会において教会の立場の根本的な変化を生じさせる様々な力が動いた。一つの力はスペイン人の大半の人々が経済的財産を増やし、社会はより物質的で信仰心が薄くなって行ったことである。もう一つの力は人口が農村から都会に移動し、教会でも人数が減少するに伴って影響力も低下した。これらの変化はスペイン人が彼らの宗教的アイデンティティを変化させたことを示していた。
スペインでカトリック教徒であることは、定期的なミサに参列する回数が少なくなって、より重要な儀式、例えば洗礼式、結婚式、そして葬儀に日常的に厳守しなければならなかった。1980年の調査では82%のスペイン人がカトリックを信じているが、彼ら自身を善良な実践者だと認識しているのは極わずかだと明らかになった。この国の若年層の場合、更に小さな割合が「非常に良い信徒」もしくは「実践している」カトリック教徒だと答えている。
以前の時代と比べて、教会を拒否することは教育と同時進行だった時、1980年代後半に研究が高等教育を受けている人々ほど実践しているカトリック教徒だという結果が出た。教会に対するこの新しい受容は、部分的に政治における教会の新しい自制心になるということになっていた。内戦前の時代からの重要な変化において、教会は教会と国家を分離せよという要求を受け容れ、スペインでキリスト教民主党を結党することにさえ反対した。
政治的右翼と教会との伝統的な結び付きは、最早政治的な好みを左右しなくなった。1982年の総選挙では、実践しているカトリック教徒の過半数がスペイン社会労働党に投票した。社会主義者の指導層が不可知論を見せかけたにもかかわらず、調査によると40から45%の一般党員が宗教的信条を持っており、70%以上がカトリック教徒であると解答している。フランコ死後に入党した人々の約半数が、カトリック教徒であると申告している。
教会の役割に生じた様々な変化の一つの重要な指針は、叙階されたスペイン人聖職者の減少であった。1984年には同国には2万2千人の小教区司祭が、1万人近くの修道僧が、7万5千人近くの修道女がいた。しかしながらこれらの人数は困難に直面した現実を隠した。70%以上の助祭が35歳から65歳で、平均年齢は1982年に49歳になった。最高齢層では、内戦で4千人の小教区司祭が死亡したという衝撃が少ない人数に反映されていた。最低年齢層では、より若い司祭の不足は世界中で1960年代に感じられていた全般的な危機を露呈した。その影響は特にスペインで感じられた。危機は聖職者としてかかわっている若者の人数の減少と叙階を去る司祭の増加で見られた。スペインでの神学校の学生数は1950年代には9千人以上がいたのに1979年にはわずか1500人にまで減少し、1982年にはわずかに増えて約1700人になった。2008年には、これらの神学校には1221人の学生のみが在籍した。
宗教的職業の社会的な意味合いの変化は、問題全体の一部であったと思われる。家族から聖職者を出すことが過去に感じていた誇りを誘発することはもうありそうもなかった。殆どの場合で主要な理由は教会が聖職者の結婚を禁止し続けていることだった。以前には、危機は聖職者の年齢分布が原因でそれほど深刻ではなかった。しかしながら、20世紀が終わる頃には、深刻な不均衡は聖職者になる人々と辞める人々との間で発生した。危機の影響はスペインでの小教区司祭の減少—1979年に23620人いたのに1983年までには丁度2万2千人になり、2005年には19307人になったことで既に一目瞭然となっていた。新しい叙階も同様に19%減少し、2007年に教会に所属している4500万人のスペイン人からの168人の聖職者という史上最小記録で、1998年の241人から2008年の196人にまで下がった。修道女の人数も2000年から2005年までに6.9%減って54160人になった。
スペイン人の生活において教会の役割が落ちているもう一つの兆候は、物議を醸している世俗的な組織オプス・デイ（神の業）の登場であった。オプス・デイは特定の政治哲学に固執せず非政治的だと申し立てられていた、全世界にわたる平信徒による世俗的な団体だった。スペインの大学が世俗化していることに対する反応として、高等教育はこの組織の最優先課題とされて、この組織は1928年にスペインの司祭ホセマリア・エスクリバーによって設立された。非政治的な姿勢を示した公の場での発言にもかかわらず、オプス・デイのメンバーは1950年代後半と1960年代前半に特に経済の政策決定の領域でフランコ体制の重要な立場を占めるに至った。オプス・デイのメンバーはスペインの閉鎖経済が1957年から解放された後に、制度設計した自由主義者のテクノクラートの立場を専有した。しかしながら、1973年のルイス・カレーロ＝ブランコ(:en:Luis Carrero Blanco)首相の暗殺（この人物もしばしばオプス・デイのメンバーだと噂されている）の後に、この組織を影響力は劇的に小さくなった。修道会とその活動の秘密性、そしてその神話の力はスペインで強い立場を維持するのを助けた。しかし1950年代と1960年代とを比べると、オプス・デイは国の主要な宗教団体の一つであるという状態から脱落し、開かれて多元的な社会で争っている数多くの集団の一つでしかなくなった。